# Brandplekbreeksteeltje
Het brandplekbreeksteeltje (Conocybe anthracophila) is een schimmel uit de familie Bolbitiaceae. De soort is saprotroof en groeit vooral op brandplekken of op bodems rijk aan mineralen, zoals compost en bemeste tuingrond.

## Taxonomie
De soort werd in 1935 oorspronkelijk beschreven als een variëteit van Conocybe siliginea door Maire en Kühner. In 1983 werd hij door Kühner en Watling als aparte soort erkend.

## Kenmerken

### Uiterlijke kenmerken
Hoed
De hoed is 1,5–4 cm breed, klokvormig tot gewelfd, geel- tot roodbruin, vaak donkerder in het midden. De rand is dun, soms licht gegolfd of omhooggebogen.
Lamellen
De lamellen zijn aanvankelijk okerkleurig, later roodbruin, fijn gezaagd aan de rand.
Steel
De steel is 3,5–7,5 cm lang en 1,5–3 mm dik, cilindrisch en bros, soms iets verdikt aan de voet. Het oppervlak is oker tot lichtbruin en vaak zilverig vezelig.
Sporenprint
De sporenprint is roestbruin.

### Microscopische kenmerken
De sporen zijn ellipsoïde tot ovaal, 10–12 × 6–7 µm, glad, dikwandig, met een duidelijke kiempore. Basidiën zijn 15–22 × 6–8 µm, knotsvormig, met meestal vier sterigmata. Cheilocystiden zijn fles- tot knotsvormig, met een verdikt uiteinde van 3–5 µm.

## Ecologie
Het brandplekbreeksteeltje is een saprotroof die voorkomt op brandplekken, compost, bemeste graslanden en tuinen. Het is een typische brandplekspecialist, maar verschijnt ook op andere voedselrijke bodems.

## Verspreiding
De soort is bekend uit Europa, en incidenteel uit Afrika en Azië. In Nederland is het een zeldzame soort.